# اولیورز بتری
اولیورز بتری (به انگلیسی: Olivers Battery) یک روستا و محله مدنی در بریتانیا است که در وینچستر واقع شده‌است. اولیورز بتری ۱٬۵۴۷ نفر جمعیت دارد.